# Johannes Wilhelmus van Rijswijk
Johannes Wilhelmus van Rijswijk (Leeuwarden, 27 januari 1733 - aldaar, 10 juli 1806) was een Fries priester en politicus.

## Biografie
Johannes Wilhelmus van Rijswijk was een zoon van Julianus van Rijswijk en Cecilia van Amerongen. Hij werd in 1757 tot priester gewijd. Vanaf 1759 tot 1786 stond hij als pastoor in Oosterend. Samen met Lucas Ottinck schreef hij een zegezang ter ere van het 50-jarig priesterfeest van pastoor Warnsteker te Irnsum. Vanaf 1786 tot 1791 stond hij in Harlingen. 
In 1795 werd Van Rijswijk tot plaatsvervangend representant voor Harlingen in de Staten van Friesland gekozen. Op 27 mei 1796 verving hij in de Eerste Nationale Vergadering Simon Stijl. Hij vertegenwoordigde het district Sneek. Van Rijswijk werd benoemd tot lid van de commissie voor constitutionele zaken. In de Nationale Vergadering sprak hij zich uit voor de scheiding van kerk en staat en de gelijkheid van godsdiensten.